# Конюково (Пермский край)
Конюково — деревня в Бардымском районе Пермского края. Входит в состав Елпачихинского сельского поселения.
По результатам переписи 2010 года численность населения составила 116 человек, в том числе 46 мужчин и 70 женщин.
В 2005 году численность населения составляла 153 человека.
Находится примерно в 15 км к северу от центра села Барда.